# Oberbuchfeld
Oberbuchfeld ist ein Gemeindeteil der Gemeinde Deining im Landkreis Neumarkt in der Oberpfalz.

## Geografie
Das Kirchdorf Oberbuchfeld liegt auf dem Jura-Hochplateau.

## Geschichte
Zwei Beilfunde von einem geschätzten Alter auf 3.500 Jahre um Oberbuchfeld lassen die Besiedlung der Gegend bereits auf die Bronzezeit schließen. Nach ihrer Untersuchung wurden sie dem Neumarkter Heimatmuseum übereignet.
Im Jahre 1186 wurde eine Kirche auf das Patronat des heiligen Jakob durch Bischof Otto von Eichstätt geweiht. Die erstmalige urkundliche Erwähnung fand als Pochuelt im Jahre 1188 statt. Erst seit Kurzem ist bekannt, dass es im 14. Jahrhundert eine eigene Pfarrei zu Oberbuchfeld gab, die mit großer Wahrscheinlichkeit von den benachbarten Schlossherren von Rothenfels gegründet wurde. Denn 1337 verkaufte Braun I. von Rothenfels mit seiner Frau Margret ihr Gütlein zu Buchfeld samt der Vogtei über das Pfarreigut an Elspet die Hagenhöferin. Und bei einem Schiedsspruch am Landgericht Hirschberg wurde der Streit des Oberweilinger Pfarrers Albrecht von Buchfeld aus dem Ortsadel mit einem Mönch vom Kloster Kastl um eine Frühmesse in der Pfarrei geschlichtet.
Seit 1359 besitzt das Kloster Waldsassen eine Hofstatt zu Oberbuchfeld, die es vormals von einem Ulrich von Buchfeld erhielt. Im Jahre 1372 verkauften Wilhelm und Heinrich der Loterbecker das Gut zu Oberbuchfeld an Heinrich Kegler, den Jüngeren zu Neumarkt. 1481 beanspruchten die Schlossherren von Rothenfels gegenüber der Kurpfalz das Kirchtagsrecht und das Zapfenrecht (auf der Gaststätte) als altes Herkommen, konnten sich aber offenbar nicht Durchsetzen.
Im Salbuch des Schlosses Rothenfels um 1490 findet sich nur noch das Scharwerksrecht, so dass die Bauern von Oberbuchfeld für die Schlossherren pflügen mussten. Außerdem besaßen die Truchsesse von Baldersheim im Dorf die Tafern (Gaststätte), Felder und Wald am Sallerberg und den Waidkäse.
Die Nürnberger plünderten im Landshuter Erbfolgekrieg 1504 die Ortschaft Oberbuchfeld. Phillip Truchseß von Baldersheim stiftete 1511 eine Jahresmesse zu 100 Tagwerk. Im Jahre 1542 wurde in Oberbuchfeld die Reformation eingeführt. Am 5. Mai 1544 verkaufte Hans von Ittelhofen seine Güter zu Oberbuchfeld an den Kurfürsten Friedrich II. Während der Religionswirren in der Zeit von 1558 bis 1625 wurde das Dorf zu einem sechsmaligen Glaubenswechsel gezwungen. Im Jahr 1559 wurde ein Kircheninventar aufgenommen. Linhard Thanner verkaufte 1574 die Taverne mit allen Rechten und Gerechtigkeiten an den Rat von Neumarkt Hans Roßkopf.
Im Jahre 1625 wurde die katholische Religion wieder eingeführt. Die Taverne, die sich 10. Mai 1627 im Besitz von Georg Thonauer von Berg befand, wurde an Hans Christoph Wolf zu Neumarkt verkauft. Von 1628 bis 1632 leitete Pfarrer Johann Schrober die Pfarrei. Im Jahre 1644 wurde die Kirche für 126 fl. saniert. Die Volkszählung des Jahres 1671 erbrachte 26 Familien mit 130 Einwohnern in den 23 Wohnhäusern des Dorfs. 1694 bekam Hans Prant die Erlaubnis, eine Martersäule am Lengenbach zu errichten. Im Jahre 1700 wurde eine Altstraße von Neumarkt über St. Helena, Oberbuchfeld, Lengenfeld nach Velburg eröffnet. Der Altar der Kirche in Oberbuchfeld wurde 1723 von Johann Christian Pöhl aus Neumarkt bemalt. Am 22. Januar 1801 wurde der Adelssitz zu Oberbuchfeld an Margarete Yberl zu Lengenfeld verkauft. Zwei Jahre später wurden die Gemeindegründe Brunnberg, Gewayda, Bügl und Schardenanger unter den Gemeindemitgliedern aufgeteilt. Im Jahre 1810 ging der Adelssitz an Michael Yberl († 25. Juli 1831) über. Seine Witwe Eva Yberl, geb. Pürzer, aus Velburg verkaufte das Anwesen wiederum am 2. Juni 1842. Die neue Glocke der Kirche wurde 1848 auf dem Namen „Martha“ geweiht. Zwei weitere Kirchenglocken wurden von Johann Anton Spannagel aus Regensburg besorgt. Im Jahre 1879 wurde Johann Baptist Mößt (* 1855) zum Priester geweiht. Im gleichen Jahr begann man mit dem Bau der Distriktstraße Siegenhofen – Oberbuchfeld – Unterbuchfeld – Velburg.
Im Jahre 1947 wurde für die Kirche ein Erweiterungsbau beantragt. Der Friedhof und das neue Leichenhaus wurden 1952 von Pfarrer Matthias Breindl geweiht. Die Einweihung der Wasserleitung, ebenfalls durch Breindl, beging man am 14. Juli 1957 mit einem Wasserfest. Die Filialkirche wurde 1962 von 48 auf 187 m² ausgebaut und am 5. August durch Bischof Joseph Schröffer von Eichstätt feierlich konsekriert. Zwei Jahre darauf wurde eine weitere Glocke und eine Läutemaschine mit Glockenstuhl besorgt. Im Jahre 1972 wurde ein neues Kriegerdenkmal zu Ehren der Toten der beiden Weltkriege errichtet, und um 9. Juni 1974 beging man die Fahnenweihe der Freiwilligen Feuerwehr zu ihrem 80-jährigen Bestehen, gestiftet vom Jagdpächter.
Oberbuchfeld war nach dem plötzlichen Tod des Bürgermeisters Thomas Stiegler die erste Gemeinde, die sich der Gemeinde Deining anschloss. Nach dem Beschluss des Oberbuchfelder Gemeinderates trat die Eingliederung am 1. Januar 1976 in Kraft. 1980 wurden Straßennamen und Hausnummern neu vergeben und ein Burschenverein gegründet. 1988 wurde der Obst- und Gartenbauverein Oberbuchfeld gegründet. Im Jahr darauf fand die Einweihung des neuen Feuerwehrhauses statt. Im Jahre 1990 feierte der Burschenverein seine Fahnenweihe und Pfaffer Willibald Brems weiht die neue Orgel der Filialkirche. Im Jahre 1994 beging die Freiwillige Feuerwehr ihr 100-jähriges Gründungsfest. Albert Ott aus Oberbuchfeld wurde 1997 zum Priester geweiht und beging die Primiz.
Nach dem Neubau der Wasserversorgungsleitungen und Wasserhochbehälter 2001 wurde wiederum ein Wasserfest und 2011 der 825. Jahrestag Oberbuchfelds gefeiert.

### Einwohnerzahlen des Ortes Oberbuchfeld
- 1830: 120 (22 Höfe)[11]
- 1871: 133 (44 Gebäude) (Großviehbestand: 22 Pferde, 154 Stück Rindvieh)[12]
- 1900: 127 (22 Wohngebäude)[13]
- 1925: 143 (22 Wohngebäude)[14]
- 1950: 135 (24 Wohngebäude)[15]
- 1961: 139 (26 Wohngebäude)[16]
- 1987: 145 (35 Wohngebäude, 39 Wohnungen)[17]
- 2011: 169
- 2017: 177[18]

### Einwohnerzahlen der Gemeinde Oberbuchfeld
- 1871: 262 (89 Gebäude, 47 Wohngebäude) (Viehbestand: 30 Pferde, 268 Stück Rindvieh, 504 Schafe, 145 Schweine, 4 Ziegen)[12]
- 1900: 269 (51 Wohngebäude) (Viehbestand: 8 Pferde, 296 Stück Rindvieh, 378 Schafe, 255 Schweine, 3 Ziegen)[13]
- 1925: 305 (52 Wohngebäude)[14]
- 1950: 306 (52 Wohngebäude)[15]
- 1961: 304 (56 Wohngebäude)[16]

## Kirche St. Jakobus der Ältere

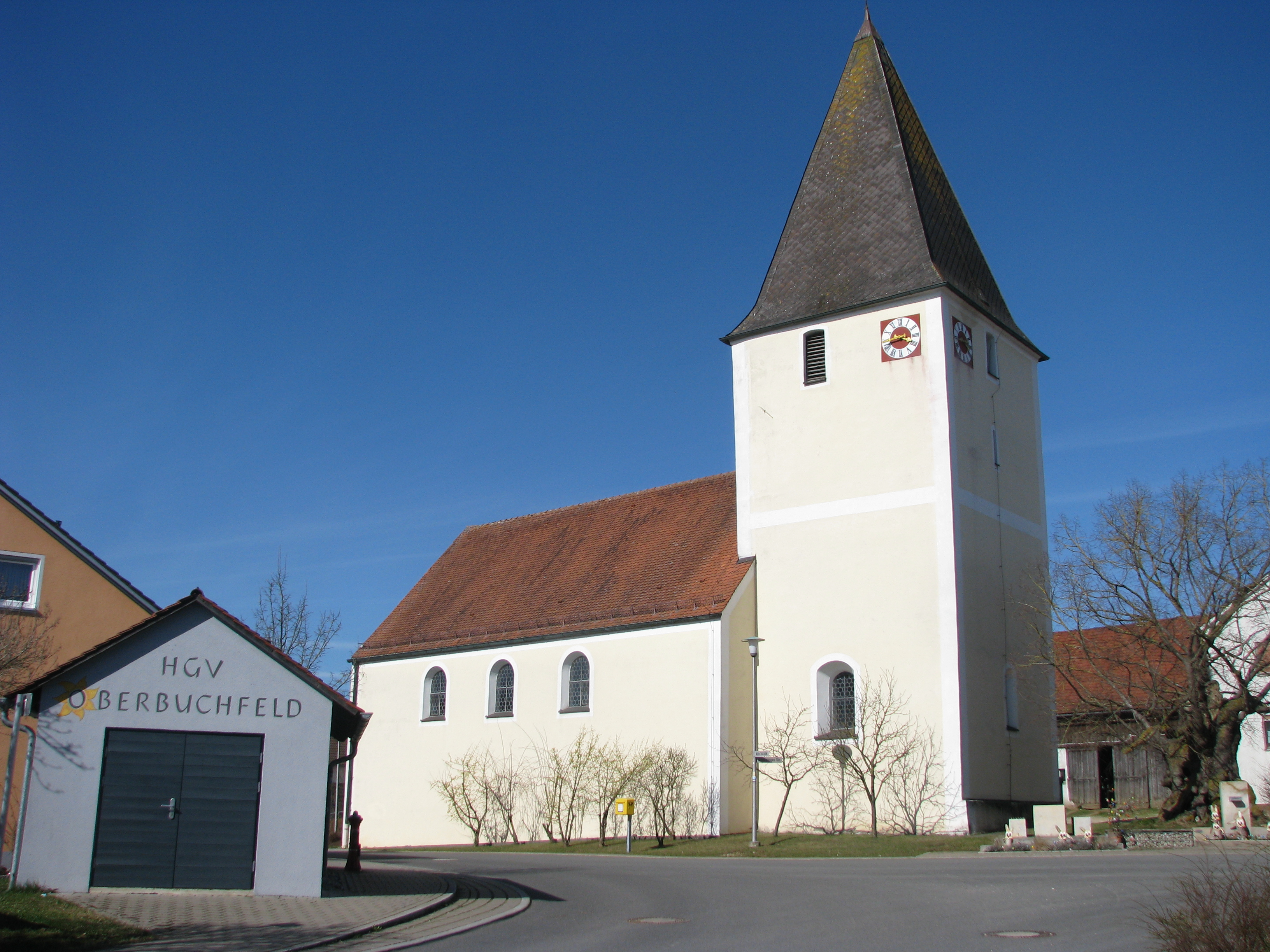
St. Jakobus

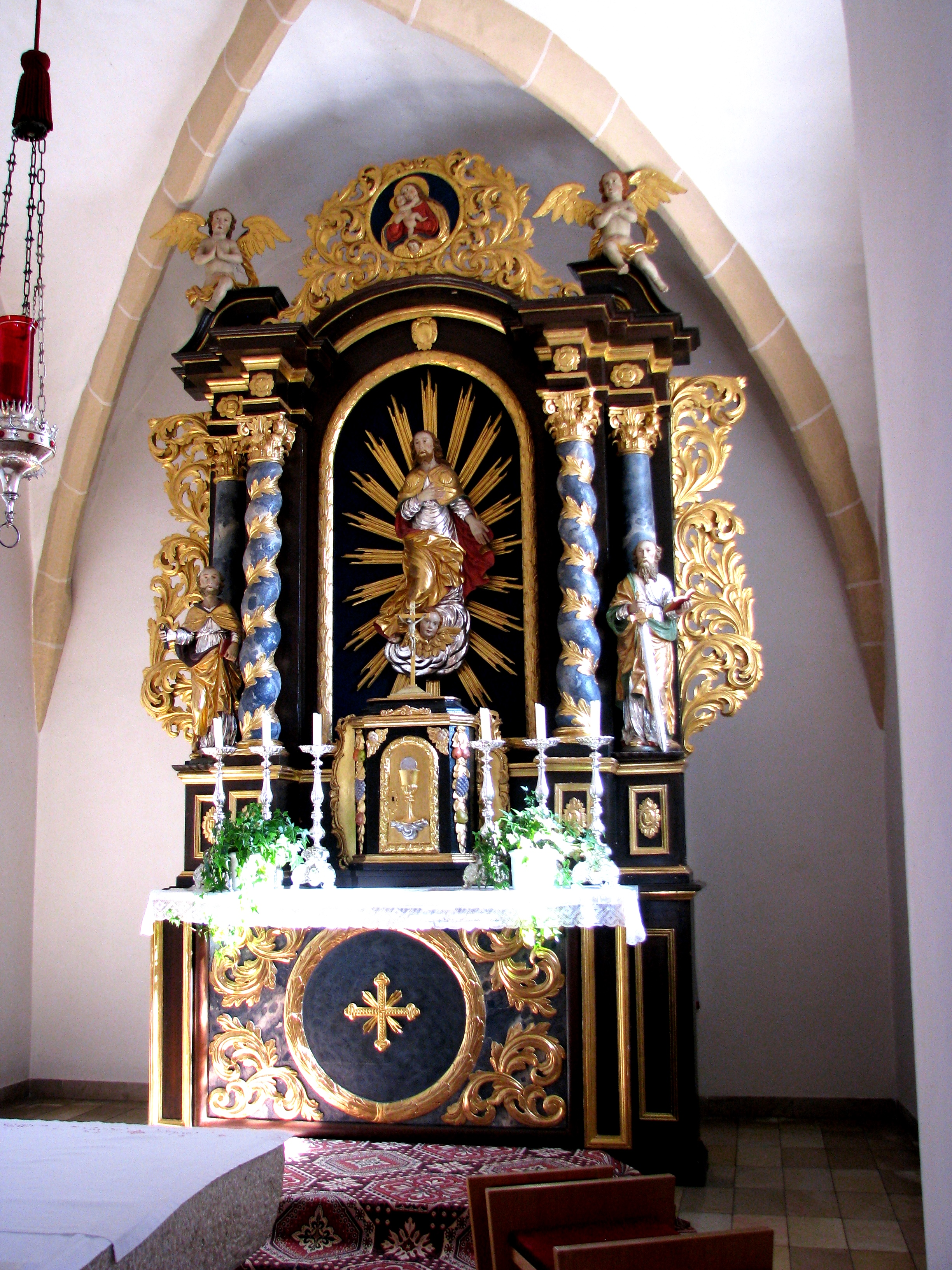
Hauptaltar

Das Gotteshaus besitzt einen gotischen Chorturm mit einem Zeltdach, der von einer ursprünglich romanischen Anlage stammt. Im eingezogenen, quadratischen Chor mit abgefassten Kreuzrippen steht ein um 1700 erschaffener Hochaltar, der aus glatten und gewundenen Säulen und rahmendem Rankenwerk besteht. Im Mittelfeld ist ein Relief des Hl. Jakobus angebracht, die seitlichen Figuren stellen den Hl. Petrus und den Hl. Paulus dar.